# Mademoiselle O
Mademoiselle O est la seule nouvelle de Vladimir Nabokov écrite en français. Longue d'une vingtaine de pages, elle fut publiée par Jean Paulhan dans le deuxième numéro du magazine Mesures à Paris, en 1936.

## Composition
Comme pour la plupart des œuvres de Nabokov, l'histoire du texte de Mademoiselle O est complexe. Seule œuvre rédigée en français, terminée au début janvier 1936, durant l'exil parisien de l'auteur, la nouvelle paraît d'abord en été 1936. Nabokov fut d'abord très sceptique quant à la qualité littéraire du texte. Il le considérait comme « un écrit de deuxième, voire troisième ordre » et confia qu'il l'avait écrit en trois jours. Sa première lecture publique au PEN club  le 24 janvier 1936 fut pourtant un grand succès.
Fin mai 1940, l'auteur s'enfuit avec sa famille aux États-Unis. La nouvelle est alors  traduite en anglais par Hilda Ward et paraît dans The Atlantic Monthly en janvier 1943, puis dans le recueil Nine Stories en 1947.
Il semble bien que ce soit le succès inattendu de ce texte qui donne à Nabokov l'idée d'écrire son autobiographie. Quelques chapitres - disparus - sont écrits en 1936. Poursuivant son projet, l'écrivain rédige son autobiographie en anglais quelques années plus tard. Le texte s'intitule Conclusive Evidence et paraît aux États-Unis en 1947. Mademoiselle O y est intégrée et forme le chapitre V d'Autres rivages.
L'énigme continue, car outre la version intégrée dans Autres rivages (plus proche de la vérité autobiographique, selon Vladimir Nabokov), l'éditeur Gallimard en présente une version légèrement différente dans le recueil de nouvelles parues dans la collection Quarto. Dans la version d'Autres rivages, la fin est en effet légèrement plus longue et un peu différente...

## Résumé
La nouvelle est enchâssée dans des considérations littéraires de l'auteur : ses œuvres se « nourrissent » littéralement de ses souvenirs. Une fois passés dans ses écrits, ses souvenirs cessent de lui appartenir. Sa mémoire s'appauvrit en écrivant :

« J'ai souvent observé ce singulier phénomène de disproportion sentimentale lorsque, faisant présent à mes personnages factices non de grands pans de mon passé - j'en suis trop avare pour cela - mais de quelque image dont je croyais pouvoir me défaire sans détriment, j'ai observé, dis-je, que la belle chose que je donnais dépérissait dans le milieu d'imagination où je la mettais brusquement. Cependant, elle subsistait dans ma mémoire comme si elle m'était devenue étrangère. Bien plus, elle possédait désormais plus d'affinité avec le roman où je l'avais emprisonnée qu'avec ce passé chaud et vivant où elle avait été si bien à l'abri de mon art littéraire. »

— Vladimir Nabokov, Mademoiselle O.
Mademoiselle O est la gouvernante suisse d'origine française qui débarque en plein hiver 1905 chez les Nabokov alors que le narrateur est âgé de 6 ans. Personnage pittoresque, ne parlant pratiquement pas le russe - le seul vocable qu'elle connaisse est « Где?, « Où ? », elle est aussi ronde que son nom. Elle reste dans la famille jusqu'en 1914.
Obèse, irascible, asthmatique, fière de sa langue - le français -, cultivant l'hyperbole, Mademoiselle O marque profondément les enfants Nabokov. 
Sur sa silhouette et son poids il écrit :
« Son embonpoint, (...), le tremblotement de ses bajoues lorsqu'elle s'asseyait - laissant peu à peu descendre sa croupe monstrueuse, puis au dernier moment (...) s'asseyant pour de bon avec un craquement effroyable (...) ; de plus la région des deuxième et troisième mentons s'étalait royalement sur la blouse à jabot ; ».
Hypersensible et très susceptible, elle est souvent en guerre avec les autres domestiques, elle voue d'ailleurs une haine - réciproque - à Petrov, le répétiteur russe des enfants... « Le français de Mademoiselle était divin. », reconnaît l'auteur, mais ses goûts littéraires très classiques (Pierre Corneille, Jean Racine) ne sont pas partagés par Vladimir Vladimirovitch.
Des années plus tard, à la fin des années 1920,  Vladimir Nabokov retrouve sa gouvernante sur les bords du Léman : « Plus forte que jamais, les cheveux gris et presque totalement sourde, elle me reçut dans un vacarme de tendresse. ». Touché par sa situation, Nabokov lui apporte le lendemain un appareil auditif dont elle se déclare enchantée, bien que selon l'auteur, il s'agît « d'un de ces appareils qui promettent aux sourdes plus qu'il ne peuvent donner. »
Et Nabokov de terminer son récit par une nouvelle considération littéraire :

« [...] J'ai appris quelques années plus tard que Mademoiselle n'était plus. Elle avait passé sa vie à être malheureuse, et le malheur était pour elle un élément naturel, dont les changements de profondeur lui donnaient la sensation de se mouvoir, de faire quelque chose, de vivre enfin. J'ai de grands remords quand je pense à certains petits instants où l'idée me venait de lui faire quelque menu plaisir et où je me répondais aussitôt que cela n'en valait pas la peine. J'ai cru me soulager en parlant d'elle, et maintenant que c'est fini, j'ai l'étrange sensation de l'avoir inventée de toutes pièces, aussi entièrement que les autres personnages qui passent dans mes livres A-t-elle vraiment vécu ? Non, maintenant que j'y pense bien - elle n'a jamais vécu. Mais désormais elle est réelle, puisque je l'ai créée, et cette existence que je lui donne serait une marque de gratitude très candide, si elle avait vraiment existé. »

— Vladimir Nabokov, Mademoiselle O.

## Postérité
- Un téléfilm français Mademoiselle O est adapté de la nouvelle en 1994[14].

### Éditions en français
- Vladimir Nabokov (trad. de l'anglais par Maurice Couturier et autres, préf. Maurice Couturier), Œuvres romanesques complètes, t. II, Paris, Gallimard, coll. « Bibliothèque de la Pléiade » (no 561), août 2010, 1756 p. (ISBN 978-2-07-011301-9), « Autres rivages »

- Vladimir Nabokov (trad. de l'anglais par Maurice et Yvonne Couturier, Bernard Kreise et Laure Troubetzkoy), Nouvelles complètes, Paris, Gallimard, coll. « Quarto », mars 2010, 868 p. (ISBN 978-2-07-012786-3), « Mademoiselle O »

### Biographie
- Brian Boyd (trad. Philippe Delamare), Vladimir Nabokov [« Vladimir Nabokov: The American Years »], t. I : Les années russes (Biographie), Paris, Gallimard, coll. « Biographies », 9 janvier 1992 (1re éd. 1990), 660 p. (ISBN 978-2-07-072509-0)

- Zinaïda Schakovskoy (trad. Maurice Zinovieff), À la recherche de Nabokov (biographie), Lausanne, L'Âge d'Homme, coll. « Petite bibliothèque slave » (no 37), 2007 (1re éd. 1979), 168 p., poche (ISBN 978-2-8251-3601-0, lire en ligne)